# Anin Fuic (Kampung Alor)
Anin Fuic ist eine osttimoresische Aldeia im Suco Kampung Alor (Verwaltungsamt Dom Aleixo, Gemeinde Dili). 2015 lebten in der Aldeia 2738 Menschen.
Das Tetum-Wort „anin-fuik“ bedeutet „Wirbelsturm“ beziehungsweise „Zyklon“. Früher trug die Aldeia den Namen „Aitarac Laran“, entsprechend dem Stadtteil Aitarac Laran, den sie grob abdeckt.

## Geographie

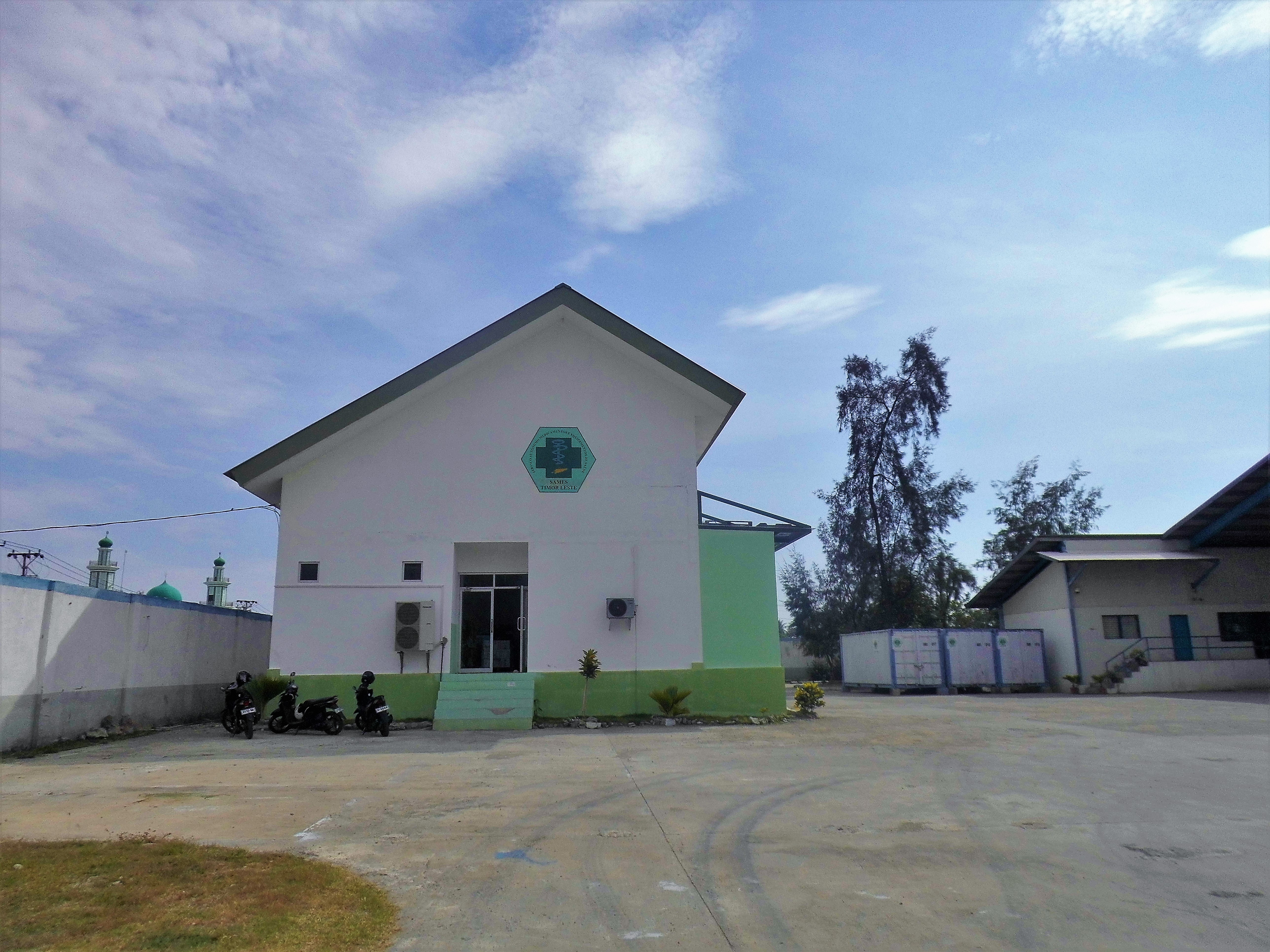
Serviçio Autónomo de Medicamentos e Equipamentos de Saúde (SAMES)

Anin Fuic nimmt den Großteil des Sucos Kampung Alor im Zentrum und im Osten ein. Westlich eines Kanals liegen die beiden kleineren Aldeias Hamahon und Rai Lacan. Im Osten grenzt Anin Fuic mit dem Fluss Maloa an den Suco Motael, während südlich der Avenida Nicolau Lobato sich der Suco Bairro Pite und nördlich, hinter der Avernida de Portugal, die Küste der Bucht von Dili, mit dem Praia dos Coqueiros befinden.

## Einrichtungen
Das auffälligste Gebäude ist das Hochhaus des Finanzministeriums Osttimors, das eines der höchsten des Landes ist. Im Westen haben der Serviçio Autónomo de Medicamentos e Equipamentos de Saúde (SAMES) und die Nationalbibliothek von Osttimor ihren Sitz. An der Avenida de Portugal liegen die Botschaften der Volksrepublik China und Japans.